# Pueblo valón
El pueblo valón es un grupo étnico galorrománico originario de Valonia y las regiones inmediatamente adyacentes de Flandes, Francia, Alemania, Luxemburgo y los Países Bajos. Los valones hablan principalmente las lenguas de oïl tales como el francés belga, el picardo y el valón. En su mayoría, practican el catolicismo, con una minoría histórica de protestantes que se remonta a la época de la Reforma.
En la Bélgica moderna, los valones son, por ley, una «comunidad lingüística y étnica diferenciada» dentro del país, al igual que los flamencos, una comunidad cercana de habla neerlandesa (germánica).
Cuando se concibe como una identificación regional, el etnónimo se amplía también para referirse a los habitantes de la región valona en general, al margen de su origen étnico o linaje.

## Etimología
El término valón proviene de *walhaz, una palabra protogermánica utilizada para referirse a los hablantes de lenguas celtas o latín. Además, el término se originó en las lenguas romances junto con otros términos relacionados, pero luego los reemplazó. Se cree que su rastro escrito más antiguo se encuentra en las memorias del cronista medieval Jean de Haynin que llevan por título Mémoires de Jean, sire de Haynin et de Louvignies y que datan de 1465, en las que aquel se refiere a las poblaciones romanas de los Países Bajos Borgoñones. Por su parte, según el historiador y filólogo belga Albert Henry, la mención más antigua se halla en un texto de 1466, que podría referirse a la crónica de Jean de Haynin: La plus ancienne mention du mot « wallon » retrouvée par Albert Henry dans un texte de 1466.  Su significado se redujo aun más durante los períodos francés y neerlandés y, en la independencia belga, el término designaba solo a los belgas que hablaban una lengua romance (francés, valón, picardo, etc.) La escisión lingüística en la política de Bélgica añade un aspecto político al «contenido conceptual y emocional» que menciona Henry en su Histoire des mots Wallons et Wallonie, a saber: Avec le clivage linguistique et l'émergence d'un mouvement wallon dans la politique belge, un contenu conceptuel et affectif de nature politique s'ajoute au mot Wallonie.  Por otro lado, las palabras Walloon y Wallons pueden encontrarse en el libro de Charles White, The Belgic Revolution (1835): The restless Wallons, with that adventurous daring which is their historical characteristic, abandoned their occupations, and eagerly seizing the pike and the musket marched towards the centre of the commotion.  Los términos españoles «valón» y «valona» del siglo XVII se referían a un Cuerpo de Guardia Real reclutado en los Países Bajos Españoles, que partició en muchas de las batallas más importantes del Imperio Español.
Henry escribió además que, aunque en 1988 el término Walloon evocaba «una realidad política y administrativa reconocida constitucionalmente», originalmente se refería a las poblaciones romanas de los Países Bajos Borgoñones y también se usaba para designar a un territorio mediante los términos provinces wallonnes (provincias valonas) o pays wallon (país valón), desde el siglo XVI hasta la Revolución belga y, más adelante, Valonia. La frase «país valón» también se usaba en neerlandés, a saber, Walsch land, tal como en el diccionario francés-neerlandés del lingüista y lexicógrafo valón Joos Lambrecht. Además, la palabra también existía en alemán como Wulland. Por ejemplo, Hans Heyst, en su obra Philippi II, Koenigs in Spanien, Reise aus Spanien nach Genua, und dann ferner durch Italien und Teutschland ins Wulland, und von dannen herauf in die Stadt Augsburg von anno 1549 bis 1551 de 1571, se refirió a Wulland. Luego, en 1814, el historiador John Pinkerton la tradujo al inglés como Wallonia. Sin embargo, en alemán por lo general se usa el término Wallonenland. En inglés, se usa Walloon country (país valón). Mientras tanto, en francés es le Pays wallon (el país valón).

### Aspectos institucionales
El término «reforma del Estado» en el contexto belga indica un proceso encaminado a encontrar soluciones constitucionales y legales a los problemas y tensiones entre los distintos segmentos de la población belga, principalmente los hablantes de neerlandés de Flandes y los francófonos de Valonia. En general, Bélgica evolucionó de un Estado unitario a un Estado federal con comunidades, regiones y zonas lingüísticas.

## Aspectos conceptuales

### Valonia
La zona hoy conocida como Valonia fue colonizada por diversas tribus celtas y, más tarde, por romanos y francos. Desde la Alta Edad Media hasta la Edad Moderna, la región ha estado separada entre numerosas ciudades-estado y potencias externas. Este dominio cambiante trajo consigo variaciones en las fronteras, la cultura y la lengua. La lengua valona, de uso muy extendido hasta la Segunda Guerra Mundial, ha ido desapareciendo del uso corriente debido en parte a su prohibición por el sistema escolar público, en favor del francés y el neerlandés.
Desde finales del siglo XIX, surgió el movimiento valón, cuyo objetivo es afirmar la identidad de los valones como población francófona (en lugar de hablantes de la lengua valona) de Bélgica. En este contexto, en 1886 se inventó el concepto de Valonia como la zona central del pueblo valón.
Más adelante, esto se complicó con la estructura federal concedida a Bélgica, que la divide en tres comunidades con el privilegio de utilizar sus propias lenguas en la correspondencia oficial, pero también en tres regiones autónomas. Las comunidades son: la francesa (aunque no valona, pero a la que a veces se le llama, de manera polémica, Valonia-Bruselas), la flamenca (que usa el neerlandés) y la germanohablante. La división en regiones políticas no se corresponde con las comunidades: Región Flamenca, Región Valona (que incluye a la comunidad alemana, pero que suele llamarse Valonia), y la región bilingüe (francés-neerlandés) de Bruselas-Capital.

### Bruselas—no valona, de mayoría francófona
Muchos observadores que no hablan francés generalizan la palabra «valón» como un término de conveniencia para referirse a todos los belgas francófonos, incluso los nacidos y residentes en la Región de Bruselas-Capital.  La mezcla de la población a lo largo de los siglos ha causado que muchas familias tengan raíces que se remonten varias generaciones en ambos lados de la línea divisoria lingüística. Empero, el hecho de que alrededor del 85% de la población de Bruselas sea francófona, aunque la ciudad esté ubicada en el lado de Flandes que es hablante de neerlandés, ha provocado fricciones entre las regiones y las comunidades. El dialecto local de Bruselas, el brussels vloms, es un dialecto brabantino que refleja la herencia neerlandesa de la ciudad.
Históricamente, se les atribuye a los valones el mérito de ser pioneros de la revolución industrial en la Europa continental a principios del siglo XIX. En la historia moderna, Bruselas ha sido la ciudad principal o la capital de la región. Debido a la prolongada dominación española y, en menor medida, la francesa, el francés se convirtió en la única lengua oficial. Tras un breve período en el cual el neerlandés fue la lengua oficial, mientras la región formaba parte del Reino Unido de los Países Bajos, el pueblo restableció el francés tras lograr la independencia en 1830. La región valona, una importante zona productora de carbón y acero, se convirtió rápidamente en el motor económico del país. Los valones (de hecho, las élites francófonas a las cuales se les llamaba por el nombre «valonas») pasaron a ser la clase política dominante. Muchos inmigrantes flamencos llegaron a Valonia a trabajar. Entre las décadas de 1930 y 1970, a causa del declive gradual de la industria del acero y, sobre todo, del carbón, además de una inversión muy escasa en las industrias de servicios y la industria ligera (que llegaron a predominar en Flandes), la balanza comenzó a inclinarse en la otra dirección. Flandes se fue convirtiendo poco a poco en la zona dominante tanto política como económicamente. Esta evolución no ha estado exenta de repercusiones políticas.

### Identidad valona

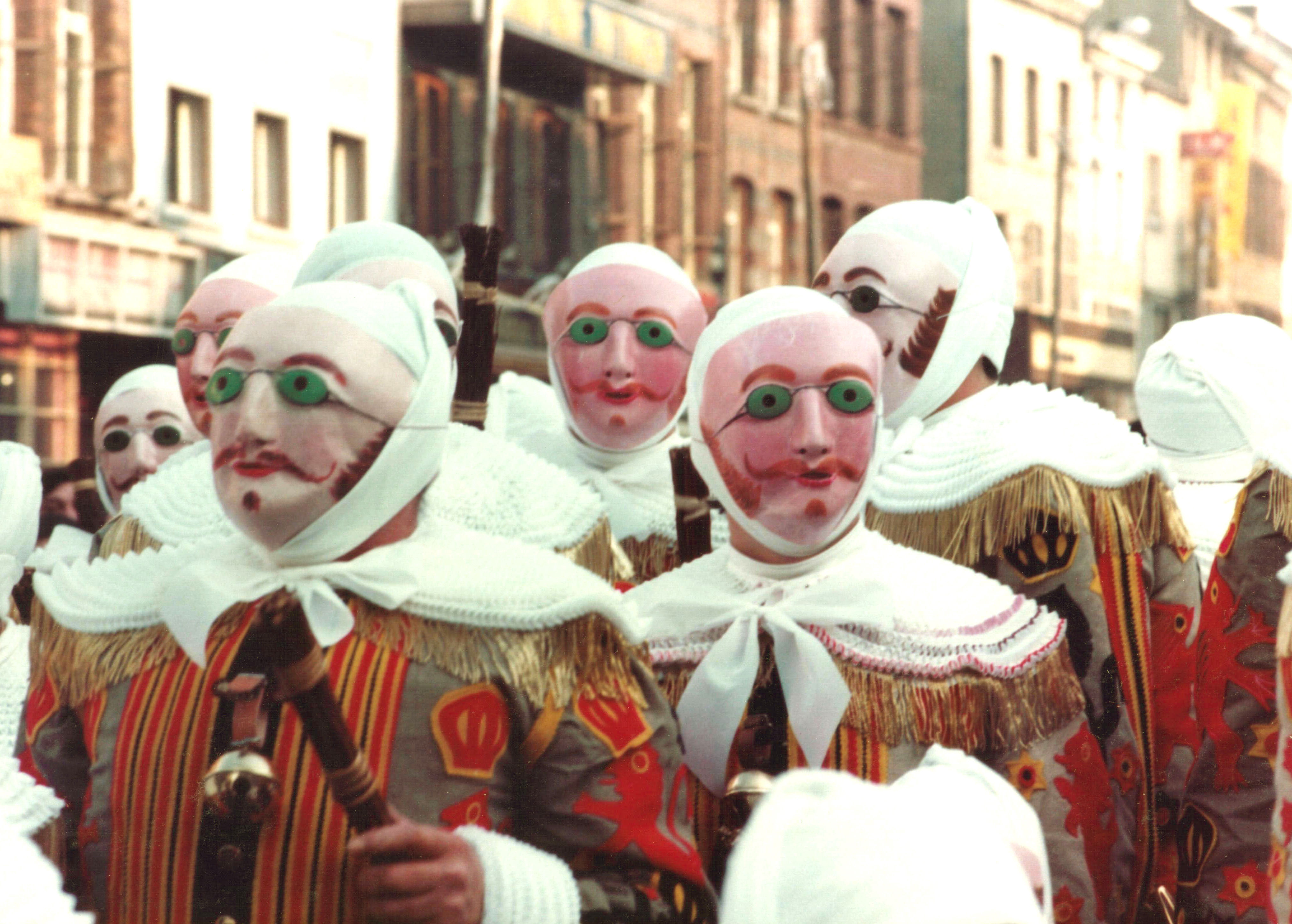
Valones con máscaras de Gilles en el Carnaval de Binche

El corazón de la cultura valona se encuentra en los valles de los ríos Mosa y Sambre, y en las ciudades de Charleroi, Dinant, Namur (la capital de la región de Valonia), Huy, Verviers y Lieja.

#### Estadísticas de lenguas regionales
La lengua valona es un elemento de la identidad valona. Sin embargo, la totalidad de la población francófona de Valonia no puede considerarse culturalmente valona, ya que una parte considerable en el oeste (en los alrededores de Tournai y Mons) y partes más pequeñas en el extremo sur (alrededor de Arlon) poseen otros idiomas como lenguas maternas (a saber, picardo, champañés, lorenés, flamenco, alemán y luxemburgués).
Un sondeo realizado por el Centre d'étude de l'opinion (CLÉO) de la Universidad de Lieja señalaba en 1989 que el 71,8% de los jóvenes de Valonia entiende y habla poco o nada de la lengua valona; el 17,4% lo habla bien; y solo el 10,4% lo habla de manera exclusiva. El escritor valón Laurent Hendschel se basó en otras encuestas y cifras cuando escribió en 1999 que del 30% al 40% de las personas en Valonia eran bilingües (valón, picardo), entre ellos, el 10% de la población más joven (18–30 años). Según Hendschel, entre el 36% y el 58% de los jóvenes tienen un conocimiento pasivo de las lenguas regionales. Por otro lado, la comuna francesa de Givet, varios pueblos del departamento francés de Ardenas—que publica la revista Causons wallon (Hablemos valón)—y dos pueblos en Luxemburgo son históricamente de habla valona.

#### Los valones en la Edad Media
Desde el siglo XI, las grandes ciudades a orillas del río Mosa—como por ejemplo, Dinant, Huy y Lieja—comerciaban con Alemania, donde se fundaron Wallengassen (barrios de valones) en algunas ciudades. En Colonia, los valones conformaban la comunidad extranjera más importante, como lo demuestran las tres calles que llevan su nombre (Walloonstreet) en la ciudad. Los valones comerciaban con materiales de los que carecían, tales como el cobre, que se encontraba en Alemania, especialmente en Goslar.
En el siglo XIII, la colonización alemana medieval de Transilvania (centro y noroeste de Rumanía) también incluyó a muchos valones. Pueden encontrarse topónimos como Wallendorf (aldea valona) además de apellidos como Valendorfean (campesino valón) entre los ciudadanos rumanos de Transilvania.

#### Los valones en el Renacimiento
En 1572, el intelectual francés Jean Bodin hizo un juego de palabras, muy conocido en Valonia hasta nuestros días:

Ouallonnes enim a Belgis appelamur [nous, les "Gaulois"], quod Gallis veteribus contigit, quuum orbem terrarum peragrarent, ac mutuo interrogantes qaererent où allons-nous, id est quonam profiscimur? ex eo credibile est Ouallones appellatos quod Latini sua lingua nunquam efferunt, sed g lettera utuntur.

La traducción sería: «Los belgas nos llaman valones porque cuando los antiguos habitantes de la Galia recorrían a lo largo y ancho el planeta, sucedió que se preguntaban los unos a los otros: Où allons-nous?,  es decir, ¿Hacia dónde caminamos? Es probable que hayan tomado de ella el nombre Ouallons,  el cual los hablantes de latín no son capaces de pronunciar sin cambiar la palabra mediante el uso de la letra G.» 
Shakespeare usó la palabra Walloon en su obra Enrique VI, Parte 1, acto I, escena I: A base Walloon, to win the Dauphin's grace/Thrust Talbot with a spear in the back.  Una nota del editor Michael Taylor en dicha obra indica: At this time, the Walloons [were] the inhabitants of the area, now in south Belgium, still known as the Pays wallon. 

#### Valones en Suecia
A partir de la década de 1620, muchos mineros y herreros valones, con sus familias, se establecieron en Suecia para trabajar en la extracción y el refinado del hierro. Los métodos valones de producción de hierro se incorporaron a la práctica sueca, como complemento de las técnicas alemanas existentes. Muchos trabajadores valones se establecieron en los alrededores de la mina de Dannemora que producía hierro de calidad Öregrund, el cual representaba el 15% de la producción de hierro de Suecia en aquella época.
Al principio fueron dirigidos por el empresario Louis de Geer, quien les encargó trabajar en las minas de hierro de Uppland y Östergötland. La oleada migratoria continuó de manera considerable hacia el siglo XVIII. Es posible rastrear la ascendencia valona mediante apellidos valones. Algunas personas de ascendencia valona pertenecen a la Sällskapet Vallonättlingar (Sociedad de Descendientes de Valones).

#### Valones en Finlandia
Durante el siglo XVII valones procedentes de Suecia empezaron a llegar a Finlandia, país que formaba parte de Suecia en esa época. Algunos llegaron también directamente de Valonia. La mayoría se estableció en la costa, en la zona de fábricas de hierro. Muchas de las herrerías de Finlandia fueron fundadas por valones. Los valones utilizaban en gran medida los mismos métodos que en Suecia, aunque no se empleaba la forja valona, sino que los herreros valones usaban el método alemán. Al igual que en Suecia, la población valona de Finlandia acabó integrándose en la sociedad.  El ex primer ministro finés Paavo Lipponen es de ascendencia valona.

#### Valones en la era de la Ilustración
El historiador James Shaw, en su obra de 1786, Sketches of the History of the Austrian Netherlands, acerca de los Países Bajos  señalaba:

Haynault and Namur, with Artois, now no longer an Austrian Province, compose the Walloon country. The Walloon name and language are also extended into the adjacent districts of the neighbouring Provinces. A large part of Brabant, where that Province borders on Haynault and Namur, is named Walloon Brabant. The affinity of language seems also on some occasions to have wrought a nearer relation. 

#### La Revolución Belga de 1830
La revolución belga se ha descrito de manera reciente como, en primer lugar, un conflicto entre el municipio de Bruselas que, en segundo lugar, se difundió por el resto del país, «especialmente en las provincias valonas». El historiador inglés George Edmundson comparte casi la misma opinión en su obra History of Holland:

The royal forces, on the morning of September 23, entered the city at three gates and advanced as far as the Park. But beyond that point they were unable to proceed, so desperate was the resistance, and such the hail of bullets that met them from barricades and from the windows and roofs of the houses. For three days almost without cessation the fierce contest went on, the troops losing ground rather than gaining it. On the evening of the 26th the prince gave orders to retreat, his troops having suffered severely. The effect of this withdrawal was to convert a street insurrection into a national revolt. The moderates now united with the liberals, and a Provisional Government was formed, having amongst its members Charles Rogier, Van de Weyer, Gendebien, Emmanuel van der Linden d'Hooghvorst, Félix de Mérode and Louis de Potter, who a few days later returned triumphantly from banishment. The Provisional Government issued a series of decrees declaring Belgium independent, releasing the Belgian soldiers from their allegiance, and calling upon them to abandon the Dutch standard. They were obeyed. The revolt, which had been confined mainly to the Walloon districts, now spread rapidly over Flanders. 

Por su parte, el historiador belga Jacques Logie escribió: «El 6 de octubre, toda Valonia estaba bajo el control del Gobierno Provisional. En la parte flamenca del país, el colapso del Gobierno Real fue tan total y rápido como en Valonia, excepto en Gante y Amberes.» Mientras tanto, el también historiador belga Robert Demoulin, quien fue profesor en la Universidad de Lieja, escribió: «Lieja está en la vanguardia de la batalla por la libertad», más que Bruselas, pero con Bruselas. Se refirió a Lovaina con las mismas palabras. Según Demoulin, estas tres ciudades son las républiques municipales a la cabeza de la revolución belga. En el capítulo VI, Le soulèvement national, antes de escribir «El 6 de octubre, toda Valonia es libre», cita los siguientes municipios de los que salían voluntarios hacia Bruselas, el «centro de la conmoción», para participar en la batalla contra las tropas neerlandesas: Tournai, Namur, Wavre, Braine-l'Alleud, Genappe, Jodoigne, Perwez, Rebecq, Grez-Doiceau, Limelette, Nivelles, Charleroi (y su región), Gosselies, Lodelinsart, Soignies, Leuze-en-Hainaut, Thuin, Jemappes, Dour, Saint-Ghislain y Pâturages, y concluye: «Así, desde los pueblecitos y el campo valones, la gente llegó a la capital...» Las fortalezas neerlandesas fueron liberadas en Ath (27 de septiembre), Mons (29 de septiembre), Tournai (2 de octubre), Namur (4 de octubre) (con la ayuda de gente que llegaba de Andenne, Fosses, Gembloux), Charleroi (5 de octubre) (con gente que llegaba por millares). Ese mismo día también fue el caso de Philippeville, Mariembourg, Dinant, Bouillon. En Flandes, las tropas neerlandesas capitularon al mismo tiempo en Brujas, Ypres, Ostende, Menen, Oudenaarde y Geraardsbergen, pero no en Gante ni en Amberes (que no fueron liberadas sino hasta el 17 y el 27 de octubre). Por otro lado, John W. Rooney, Jr., profesor de historia en la Universidad Marquette, se opuso a esta interpretación, al menos en cuanto a los conflictos en Bruselas se refiere:

Del análisis cuantitativo se desprende claramente que una abrumadora mayoría de los revolucionarios estaban domiciliados en Bruselas o en los suburbios cercanos y que la ayuda procedente del exterior era mínima. Por ejemplo, para la jornada del 23 de septiembre, el 88% de los muertos y heridos habían sido identificados como habitantes de Bruselas y, si añadimos los que residían en Brabante, la cifra alcanzaba el 95%. Es cierto que si nos fijamos en el lugar de nacimiento de los revolucionarios según el censo, la cifra referente a Bruselas disminuye a menos del 60%, lo que podría sugerir que no había apoyo «nacional» (a diferentes provincias belgas), o fuera de la ciudad, más del 40%. Pero esto no es nada; sabemos que entre 1800 y 1830, la población de la capital creció entre 75 000 y 103 000, y que este crecimiento se debió a la designación en 1815 de Bruselas como una segunda capital del Reino de los Países Bajos y el éxodo rural que acompañó a la Revolución Industrial. Por consiguiente, es normal que una gran parte de la población de Bruselas fuera originaria de provincias. Estos emigrantes procedían sobre todo de Flandes, muy afectado por la crisis textil de 1826–1830. Esta interpretación también es nacionalista, de manera contraria a las declaraciones de testigos: Charles Rogier dijo que no había ni en 1830 ni en la nación belga un sentimiento nacional dentro de la población. El revolucionario Jean-Baptiste Nothomb aseguró que «el sentimiento de unidad nacional nace hoy». En cuanto a Joseph Lebeau, dijo que «el patriotismo belga es hijo de la revolución de 1830». Sólo en los años siguientes como revolucionario burgués «legitimó el poder ideológico del Estado».

#### En el Estado Belga
Pocos años después de la revolución belga de 1830, el historiador Louis Dewez subrayó que «Bélgica está dividida en dos pueblos, los valones y los flamencos. Los primeros hablan francés y los segundos, flamenco. La frontera es clara (...) Las provincias que están detrás de la línea valona, es decir: Lieja, el Brabante Valón, Namur, Henao son valonas [...] Y las otras provincias a lo largo de la línea [...] son flamencas. No se trata de una división arbitraria ni de una combinación imaginada para apoyar una opinión o crear un sistema: es un hecho...» Por su parte, el historiador y escritor francés Jules Michelet viajó a Valonia en 1840 y mencionó muchas veces su interés por la región y los valones en su obra Histoire de France.

#### Relación con la comunidad germanohablante
Institucionalmente, la Región Valona comprende también la comunidad germanohablante de Bélgica en torno a Eupen, al este de la región, junto a Alemania, que cedió la zona a Bélgica tras la Primera Guerra Mundial. Muchos de los 60 000 habitantes—aproximadamente—de esta pequeñísima comunidad rechazan que se les considere valones y, junto con su líder ejecutivo comunitario Karl-Heinz Lambertz, desean seguir siendo un territorio federado y tener todos los poderes de las regiones y comunidades belgas, aun cuando no los deseen de forma absoluta e inmediata.

#### Diáspora valona
- El departamento francés de Ardenas
- Québec y otras partes de Canadá
- Reino Unido
- Sudáfrica
- Wisconsin: se calcula que entre 5 000 y 7 500 personas provenientes del Brabante Valón y de Hesbaye respondieron a la llamada del Nuevo Mundo entre 1852 y 1856.[75] La periodista Françoise Lempereur encontró 700 apellidos valones en las guías telefónicas de estas ciudades: Algoma, Brussels, Casco, Forestville, Green Bay, Kewaunee, Luxemburg, Namur, Sturgeon Bay.[76] Históricamente, la población valona de la península de Door ha hablado un dialecto característico de la lengua valona que se conoce como valón de Wisconsin o «belga».[77]
- Suecia
- Italia

#### Cultura valona
El Manifiesto por la cultura valona de 1983 fue un acontecimiento importante en la historia de la Región Valona.